# Гаражи (посёлок)
Гаражи — посёлок в Кичменгско-Городецком районе Вологодской области.
Входит в состав Городецкого сельского поселения (с 1 января 2006 года по 1 апреля 2013 года входил в Захаровское сельское поселение), с точки зрения административно-территориального деления — в Захаровский сельсовет.
Расстояние до районного центра Кичменгского Городка по автодороге составляет 25 км. Ближайшие населённые пункты — Мысликово, Холка, Берсенево.
Население по данным переписи 2002 года — 249 человек (120 мужчин, 129 женщин). Преобладающая национальность — русские (99 %).